# Balletschoen

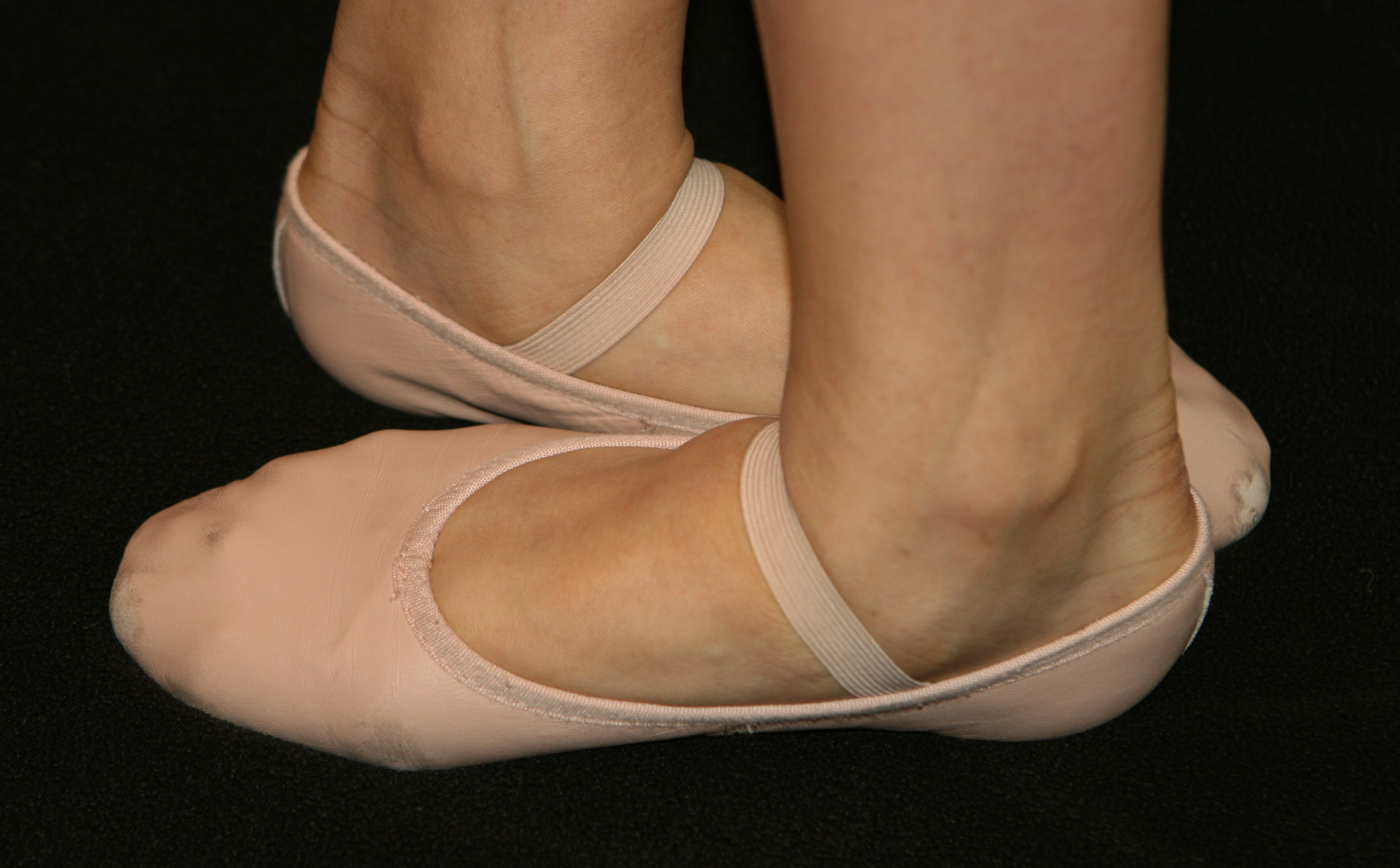
Klassieke balletslippers uit leer, bevestigd met een enkele elastiek langs de voetwreef

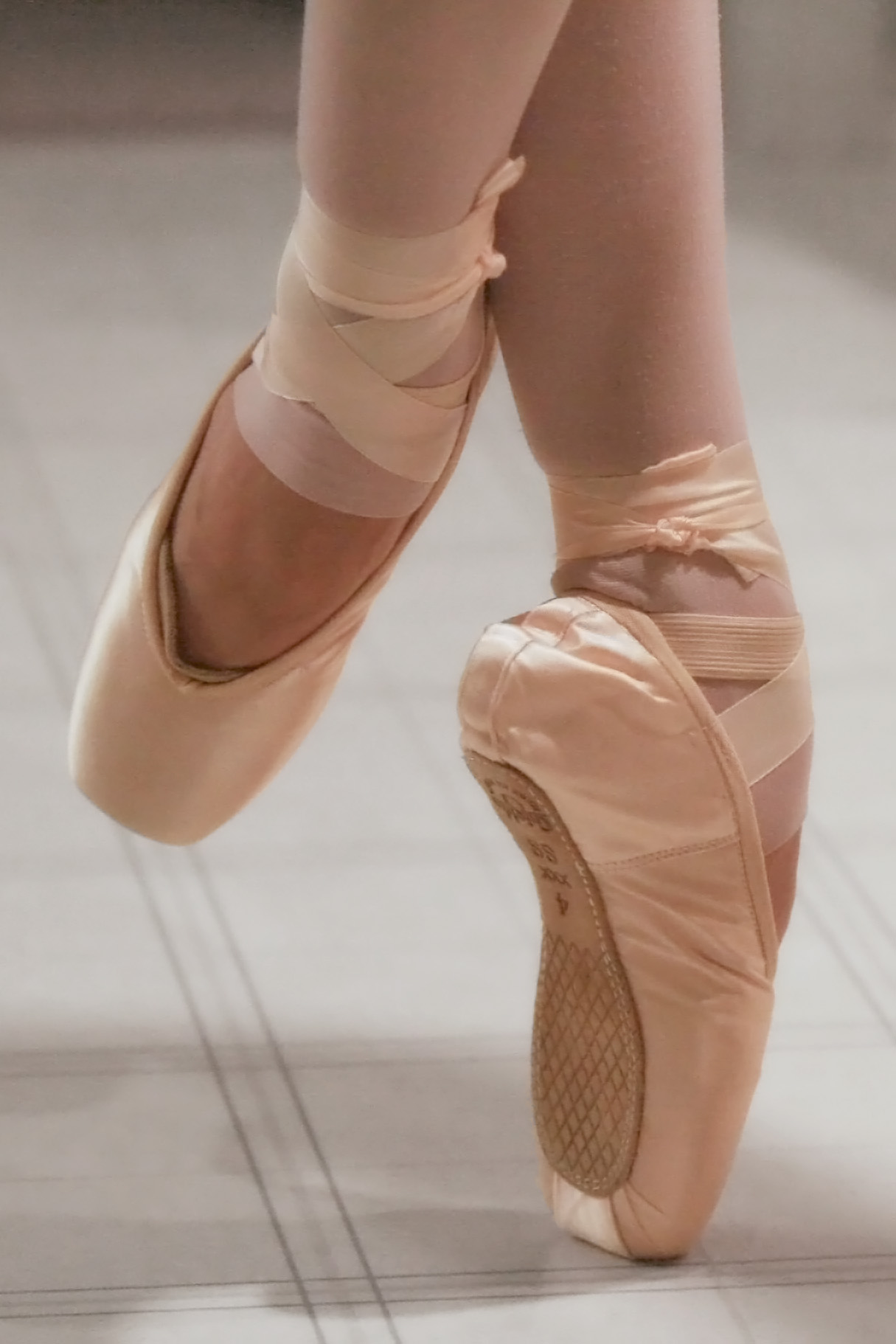
Moderne pointe-schoenen uit satijn met de typische verharde, afgevlakte tip

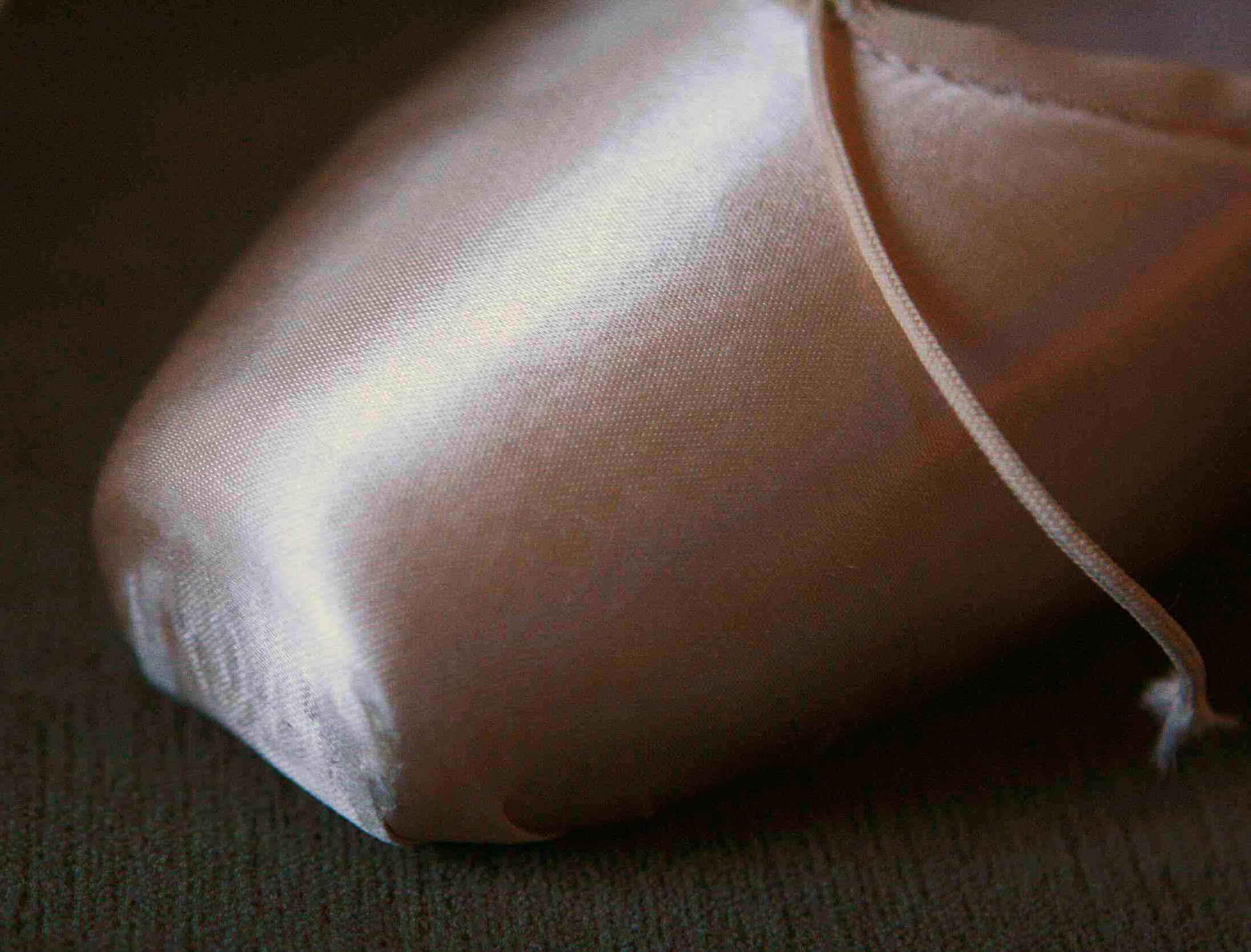
Close-up van de tip van een balletslipper

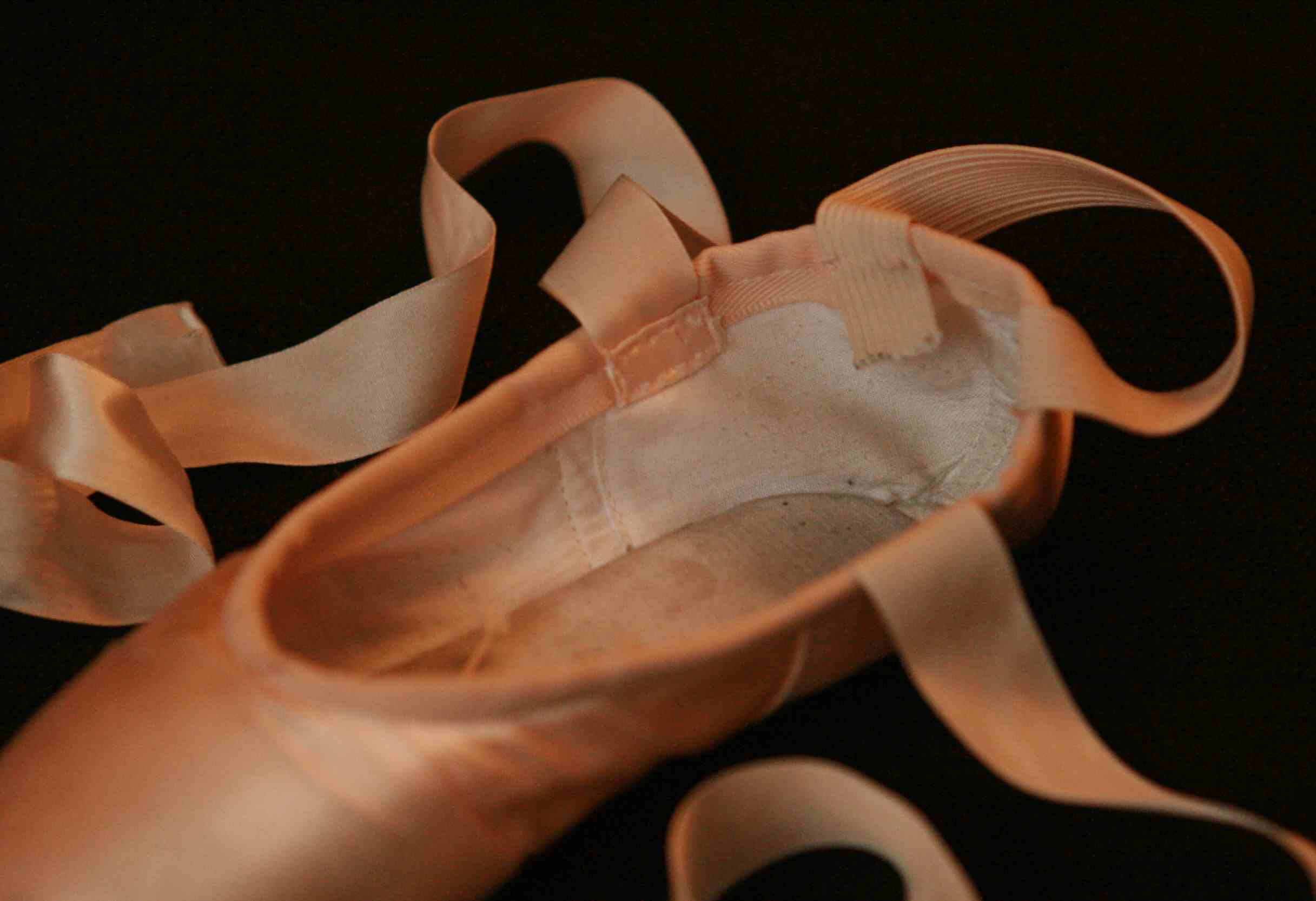
De linten om een balletslipper te binden

Een balletschoen of balletslipper is een lichte schoen die speciaal ontworpen is om ballet te dansen. De schoen is gemaakt uit zacht leer, canvas of satijn. De zolen zijn dun en flexibel. Een balletschoen moet nauw aansluiten om veiligheid en flexibiliteit voor de drager te garanderen. Traditioneel dragen ballerina's roze schoenen en mannelijke dansers witte of zwarte schoenen. In modern ballet worden ook vleeskleurige slippers gedragen, wat de illusie geeft dat er blootsvoets gedanst wordt. Geavanceerde vrouwelijke dansers dragen pointe-schoenen voor opvoeringen.

## Geschiedenis
De schoenen waarmee men aanvankelijk ballet danste waren, net als het balletkostuum, afgeleid van hofkledij. Ook de eerste professionele dansers aan de Koninklijke Dansacademie van Lodewijk XIV dansten in onaangepast schoeisel. Zo hadden de schoenen van de dansers aan de academie gewoonlijk hakken. Tot 1682 dansten enkel mannen aan de academie en schoenen met een hak waren toen in adellijke kringen de aanvaarde mode voor mannen. Wanneer professionele ballerina's hun weg naar het ballet vonden, namen ze die trend over. De hakken beperkten echter de complexiteit van de choreografie.
De innovatie van de hak-loze balletschoen wordt geregeld aan ballerina Marie Camargo toegeschreven. In het midden van de 18e eeuw voerde zij tal van vernieuwingen door bij het Ballet du Theatre. Camargo kortte haar rok in tot boven de enkels en voerde entrechats uit, passen die tot dan toe voor mannelijke dansers gereserveerd waren. Hoewel het niet onwaarschijnlijk is dat Camargo ook platvoets danste, draagt ze op alle afbeeldingen toch schoenen met hakken. Pas met de nieuwe modes na de Franse Revolutie werd de schoen met een platte zool de standaard. Het ballet volgde daarmee de toenmalige modetrend bij de burgerij. Die promootte een kledingstijl met onder meer pantoffels uit leer, vilt of zijde voor vrouwen.
De verdere ontwikkeling van de balletschoen hangt samen met de evolutie van de choreografie. In de 19e eeuw, tijdens de romantische stroming, kregen ballerina's een choreografie met veel élévation. Ze werden geacht langdurig op de tippen te dansen (sur les pointes) zonder de hulp van kabels. Marie Taglioni deed dit als eerste in La Sylphide (1832). Haar schoenen waren slechts satijnen slippers met een zool van leer. De schoen zelf bood dus geen steun. Wel waren de zijkanten en de tippen gestopt opdat de schoenen hun vorm behielden.
In de late 19e eeuw gingen Italiaanse ballerina's schoenen dragen met vooraan een stevig platform. De schoenen hadden ook een stijvere, sterkere zool. Ze boden in tegenstelling tot de eerdere puntige modellen wel steun. De moderne pointe-schoen kwam er nadat ballerina Anna Pavlova in de vroege 20e eeuw haar eigen paar voorzag van zolen uit versterkt leer en de tippen liet afvlakken en verharden.
De balletschoen vormde in de 20e eeuw de inspiratie voor de ballerina, een eenvoudige en functionele platte damesschoen. Ballerina's werden populair nadat actrice en stijlicoon Audrey Hepburn ze in Funny Face (1957) had gedragen.

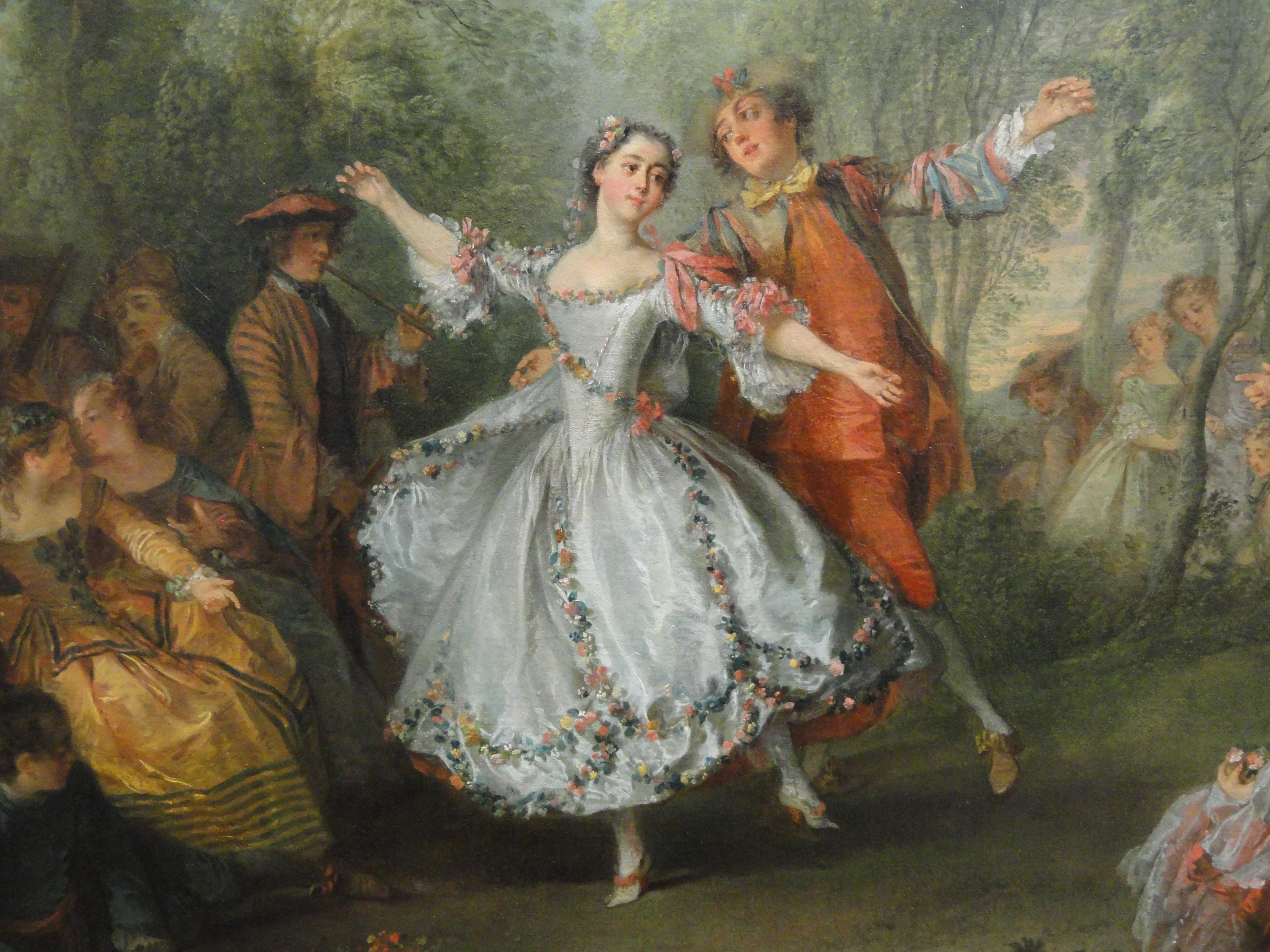
La Camargo danst op schoenen met hakken (ca. 1730)
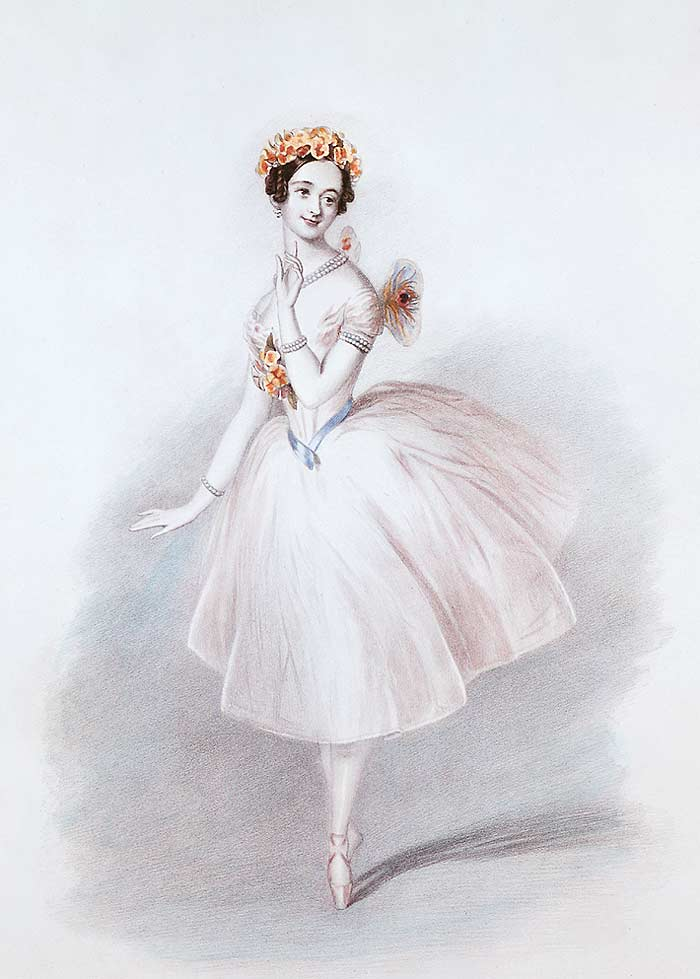
Taglioni op de tippen met onversterkte slippers (1832)
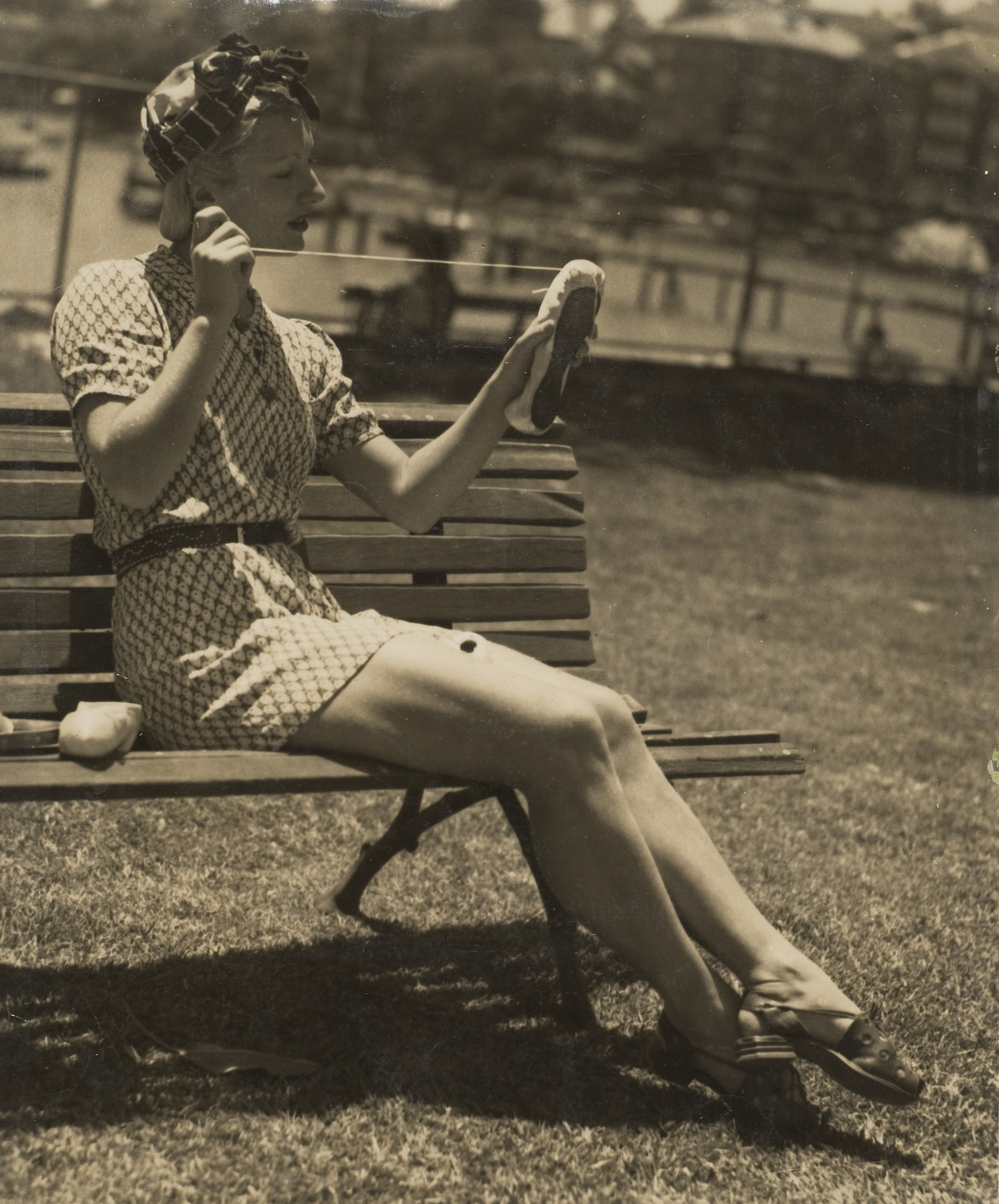
Ballerina Riaboetsjinska stopt haar slippers (ca. 1937)

## Opbouw
Balletschoenen zijn gemaakt uit zacht leer, canvas of satijn. Lederen schoenen hebben de langste levensduur. Canvas is een goedkoper substituut. De satijnen schoenen verslijten het snelst en worden enkel tijdens opvoeringen gedragen. De slippers hebben traditioneel een lederen zool die niet tot de randen van de schoen reikt. Moderne balletschoenen hebben een splitzool. Dit geeft een grotere flexibiliteit tijdens het dansen en benadrukt de vorm van de voet wanneer men op de tippen (sur les pointes) danst.
De schoenen worden vastgemaakt met elastiek. Vaak gaat het om een enkel lint langs de wreef (bovenkant) van de voet. Soms sluit de schoen met twee linten die in een x-vorm kruisen bovenaan de wreef. Bij schoenen met twee linten laten sommige producenten één uiteinde van de linten los. De danser kan dan de linten zelf bevestigen zodat de schoen perfect past.
Jonge balletdansers, beginnende ballerina's dragen soepele demi-pointes. Hiermee kun je op de bal van de voet dansen. Rond de leeftijd van twaalf jaar beginnen de meisjes ook op de tippen (sur les pointes) te dansen. Ze schakelen dan over op pointe-schoenen. Eigenlijk dient hiermee te worden gewacht tot de voeten uitgegroeid zijn, om beschadiging te voorkomen.
De pointe-schoenen of spitzen lijken qua uiterlijk op de gewone balletschoen. De top en de zool zijn echter hard gemaakt met lijm en canvas zodat je ermee op de punt van de voet kunt dansen.